# Sondergericht
Sondergerichte sind in Deutschland Gerichte für spezielle Sachfragen. Sie grenzen sich von der ordentlichen Gerichtsbarkeit, der Fachgerichtsbarkeit (Arbeits-, Verwaltungs-, Finanz-, Sozialgerichtsbarkeit), von Standgerichten und Ausnahmegerichten ab. Historisch werden auch außerhalb der (ursprünglich) gesetzlich vorgesehenen Gerichtsbarkeit errichtete Gerichte als Sondergerichte bezeichnet. Besonders bekannt ist der Begriff Sondergericht in Verbindung mit der Zeit des Nationalsozialismus in Deutschland.

## Deutschland bis 1933
Sondergerichte in Deutschland gab es bereits vor der Machtergreifung 1933 durch die Nationalsozialisten. Mit ihnen reagierte die jeweilige Staatsmacht auf Unruhen, indem sie ganze Komplexe von Straftatbeständen aus der Kompetenz der ordentlichen Gerichtsbarkeit herauslöste und speziell eingerichteten Spruchkörpern zuwies.
In Königreich Preußen konnte der jeweilige Militärbefehlshaber aufgrund des Gesetzes über den Belagerungszustand von 1851 Sondergerichte einrichten. Dieses Gesetz kam praktisch jedoch erst im Ersten Weltkrieg zur Anwendung.
In der Weimarer Republik wurden mehrmals auf Grundlage einer vom Reichspräsidenten erlassenen Notverordnung nach Artikel 48 Abs. 2 WRV Sondergerichte mit unterschiedlichen Befugnissen und Verfahrensordnungen eingerichtet sowie 1922 der „Staatsgerichtshof zum Schutze der Republik“, der aber 1926 wieder abgeschafft wurde. Eine besondere Erscheinung in dieser Zeit stellen die bayerischen Volksgerichte dar, die im November 1918 eingerichtet wurden und bis zu ihrer Auflösung im Mai 1924 etwa 31.000 Urteile gefällt hatten.
Im Anschluss an die Notverordnung „gegen den politischen Terror“ vom 9. August 1932 ordnete die Reichsregierung unter von Papen die Einrichtung von Sondergerichten in bestimmten Oberlandes- und Landesgerichtsbezirken an. Die Verfahren sahen eine massive Einschränkung der Verteidigungsrechte des Angeklagten und den Ausschluss von Rechtsmitteln gegen die Entscheidung des Gerichtes vor. Im Einzelnen:
- Eine mündliche Verhandlung über den Haftbefehl findet nicht statt (§ 10).
- Ein Eröffnungsbeschluss nach Eingang der Anklage beim Sondergericht ergeht nicht (§ 13).
- Ladungsfristen betragen 3 Tage, verkürzbar auf 24 Stunden (§ 13).
- Das Gericht kann von einer Beweiserhebung absehen (§ 14).
- Die Ergebnisse von Vernehmungen in der Hauptverhandlung müssen nicht protokolliert werden (§ 16).
- Nur in den Fällen, in denen sonst das Schwurgericht zuständig wäre, ist eine Verteidigung notwendig und ein Verteidiger von Amts wegen zu bestellen (§ 11).
- Rechtsmittel gegen die Entscheidungen des Sondergerichtes finden nicht statt (§ 17).

Mit Wirkung vom 21. Dezember 1932 wurden diese Sondergerichte aufgehoben.

## Zeit des Nationalsozialismus
Bekannt waren Sondergerichte vor allem als Teil der NS-Justizverbrechen und zeichneten sich durch die massenhafte Verhängung von Todesstrafen bzw. langjährigen Zuchthausstrafen oder Inhaftierung in Konzentrationslagern wegen meist geringfügiger Delikte aus. Im juristischen Sinne sind sie zu unterscheiden von den für Wehrmachtsangehörige bereits 1934 wieder eingerichteten Militärgerichten (Kriegsgerichten), dem gleichfalls 1934 eingerichteten Volksgerichtshof sowie den in der Agonie (Todeskampf) des Dritten Reiches im Februar 1945 zur Aburteilung des jeweiligen „Täters“ im konkreten Einzelfall angeordneten Standgerichten, die lediglich auf Tod und (theoretisch) auf Freispruch oder Überweisung an ein gesetzlich vorgesehenes Gericht entscheiden konnten. Gemeinsam ist aber allen, dass sie politische Urteile fällten.

### Anzahl und Zuständigkeit
Bereits am 21. März 1933 wurde reichsweit für jeden Oberlandesgerichtsbezirk ein Sondergericht eingerichtet, insgesamt also 26. Mit der Ausdehnung ihrer sachlichen Zuständigkeit stieg auch die Zahl der eingerichteten Sondergerichte. Ende 1942 existierten insgesamt 74 Sondergerichte. Die Strafrechtspflege lag damit insgesamt überwiegend in den Händen der mit den dargestellten besonderen Befugnissen ausgestatteten Sondergerichte; in Hamburg erledigten beispielsweise die Sondergerichte 73 % aller Strafverfahren.
Die Sondergerichte waren zunächst für spezielle Straftatbestände zuständig, die die NS-Machthaber zur Durchsetzung ihrer Herrschaft eingeführt hatten, nämlich Straftaten nach der „Reichstagsbrandverordnung“ vom 28. Februar 1933 und nach der „Heimtückeverordnung“ vom 21. März 1933. Ihre Zuständigkeit wurde mehrmals erweitert. Seit 1938 waren sie zuständig, sofern die Staatsanwaltschaft der Auffassung war, dass mit „Rücksicht auf […] die Verwerflichkeit der Tat oder die in der Öffentlichkeit hervorgerufene Erregung“ die sofortige Aburteilung geboten sei. In diesem Zusammenhang hatten sie vorwiegend das von den Nationalsozialisten mit Kriegsausbruch sukzessive erlassene Kriegsstrafrecht durchzusetzen, das für einfache Vergehen wie etwa Diebstähle drastische Strafen bis hin zur Todesstrafe vorsah. Damit war auch für diesen Bereich das nationalsozialistische „gesunde Volksempfinden“ zum Maßstab der Rechtspflege geworden. Für schwere politische Straftaten blieben dagegen spezielle Senate der Oberlandesgerichte bzw. des Reichsgerichts und später des Volksgerichtshofs zuständig.
Sondergerichte sind als Teil des nationalsozialistischen Unrechtsstaates anzusehen. Während sie im Sinne der grundlegenden, bereits zeitgenössischen Unterscheidung Ernst Fraenkels noch zum Normenstaat gerechnet werden können, ist für die Gesamtbeurteilung wichtig, dass große Volksgruppenteile nicht einmal vom Grundsatz her diesen rudimentären Rechtsschutzanspruch hatten, sondern von vornherein der Willkür der Verwaltung – nach Ernst Fraenkel: dem Maßnahmenstaat – ausgeliefert waren. Dazu zählten neben Juden auch die Völker des Ostens wie Polen, Russen und andere (vgl. hierzu im Einzelnen bei Schutzhaft).

### Entrechtung des Beschuldigten
Das Verfahren vor den Sondergerichten war vom Grundsatz des kurzen Prozesses gekennzeichnet, insbesondere durch die Abschaffung der in der Strafjustiz aus rechtsstaatlichen Gründen eingeführten Voruntersuchung und des Eröffnungsbeschlusses und die Abkürzung der Ladungsfrist auf 24 Stunden. Später konnte sogar auf der Stelle gegen den Festgenommenen verhandelt werden. Der Vorsitzende des Gerichts konnte selbst gegen den Beschuldigten Haftbefehl erlassen. Später wurde sogar die Beschwerdemöglichkeit gegen diese Entscheidung abgeschafft. Das Sondergericht hatte freies Ermessen, ob und welche Beweise es zum Nachweis des Tatvorwurfs erheben wollte. Der Verurteilte hatte gegen das Urteil keine Rechtsmittelmöglichkeit. Nur die Staatsanwaltschaft konnte die so genannte Nichtigkeitsbeschwerde einlegen, was jedoch fast immer nur zu Ungunsten des Verurteilten erfolgte.

### Aufgabe und Funktion der Sondergerichte
Mit diesen Regelungen verbanden die nationalsozialistischen Machthaber die Erwartung einer gnadenlosen Spruchpraxis. Der Staatssekretär des Reichsjustizministeriums und nachmalige Präsident des Volksgerichtshofs Roland Freisler verkündete dazu 1939:

„Sie müssen ebenso schnell sein wie die Panzertruppe, sie sind mit großer Kampfkraft ausgestattet. Kein Sondergericht kann sagen, daß der Gesetzgeber ihm nicht genügend Kampfkraft gegeben habe. Sie müssen denselben Drang und dieselbe Fähigkeit haben, den Feind aufzusuchen, zu finden und zu stellen, und sie müssen die gleiche durchschlagende Treff- und Vernichtungsgenauigkeit gegenüber dem erkannten Feind haben.“

Der Reichsjustizminister Franz Gürtner schrieb im September 1939 in einem an Adolf Hitler gerichteten Memorandum, praktisch kämen die Sondergerichte Standgerichten gleich. Sie seien nur nicht als solche bezeichnet. Mit Beginn des Zweiten Weltkrieges wurden die Verfahren vor Sondergerichten intensiviert. Die Strafjustiz wurde für die Belange der Kriegsführung eingesetzt und wurde nach den Vorstellungen der Nationalsozialisten zu einem zentralen Element ihrer Innenpolitik, mit der sie einen „Zusammenbruch der Heimatfront“ im Sinne des von Hitler und seinen Anhängern gepflegten Mythos der Dolchstoßlegende zu verhindern suchten.

### Verschärfungen des materiellen Strafrechts und der Urteilspraxis
Mit der Ausdehnung der sachlichen Zuständigkeit der Sondergerichte verbanden die nationalsozialistischen Machthaber erhebliche Strafverschärfungen. Der Überfall auf Polen gab sowohl Anlass als auch Vorwand zur Schaffung neuer Strafbestimmungen und der Verschärfung der Strafrechtspraxis, z. B. „Polenstrafrechtsverordnung“ oder Volksschädlingsverordnung. Das so teilweise neu geschaffene Kriegsstrafrecht sollte als "Waffe der inneren Front" dienen. Die Anzahl der Delikte, die mit Todesstrafe geahndet werden konnten, stieg bis 1943/1944 auf 46 an.
Die ungeheure Verschärfung der Strafen war in erster Linie jedoch nicht Ergebnis der Verschärfung des materiellen Rechts, sondern Folge der gnadenlosen Spruchpraxis der Gerichte.
Eine Rede Hitlers am 26. April 1942 vor dem Reichstag veranlasste die Rechtsprechung zu noch größerer Härte. Hitler warf den Richtern unter Bezugnahme auf ein angebliches Fehlurteil vor, sie würden unnationalsozialistisch urteilen und auf wohlerworbene Rechte pochen, anstatt wie andere Volksgenossen im Interesse des Sieges Entbehrungen auf sich zu nehmen. Missliebigen Richtern drohte er, sie eigenhändig aus dem Amt zu werfen.
Über das besagte „Fehlurteil“ hatte Hitler sich in der Nacht vom 21. auf den 22. März 1942 aus dem Führerhauptquartier beim geschäftsführenden Justizminister Schlegelberger beklagt. Der damalige Staatssekretär Freisler erstattete Hitler am folgenden Tag Bericht. Hitler befahl daraufhin die Beseitigung des Urteils und die Hinrichtung des Täters. Bereits am 24. März legte Oberreichsanwalt Emil Brettle außerordentlichen Einspruch ein. In einem eilends anberaumten Termin vor einem Besonderen Strafsenat des Reichsgerichts, einem „Gerichtshof des Führers“ unter dem Vorsitz des Präsidenten des Reichsgerichts Erwin Bumke, wurde das Urteil bereits am 31. März korrigiert und anstatt 5 Jahren Zuchthaus die Todesstrafe verhängt.
Am 13. April 1942 setzte das Reichsgericht seine verschärfte Linie fort. Der 3. Strafsenat des Reichsgerichts unter Bumkes Vorsitz änderte ein Urteil des Sondergerichts Bremen, das den Betroffenen wegen Diebstahls eines Mantels zu 5 Jahren Zuchthaus und Sicherungsverwahrung verurteilt hatte, auf Nichtigkeitsbeschwerde der Reichsanwaltschaft ab. Der Senat verhängte, weil der Diebstahl unter den besonderen Umständen eines Fliegerangriffs stattgefunden habe, die Todesstrafe. Die Nichtigkeitsbeschwerde hatte der spätere Generalbundesanwalt Wolfgang Fränkel – damals als wissenschaftliche Hilfskraft zur Reichsanwaltschaft abgeordnet – eingelegt und damit begründet, dass die Volksgemeinschaft Anspruch auf Schutz habe vor einem Gewohnheits- und Gewaltverbrecher wie dem Angeklagten. Das war die erste Entscheidung des Reichsgerichts, in dem es selbst auf die Nichtigkeitsbeschwerde die Todesstrafe verhängte, anstatt dies, wie sonst, durch Zurückverweisung der Sache an das Sondergericht das Urteil von jenem treffen zu lassen.
Der frontale Angriff Hitlers führte zunehmend dazu, dass die Richter bei der Staatsanwaltschaft, den vorgesetzten Stellen, dem Ministerium und den Parteistellen vor dem Urteilsspruch abklärten, welches Urteil gewünscht war.

### Zahl der Todesurteile
Die Gesamtzahl der Todesurteile (Sondergerichte, Volksgerichtshof und ordentliche Gerichte, ohne Militärgerichte) beträgt nach einer fundierten Schätzung rund 16.000. Davon haben allein die Sondergerichte wohl 11.000 Todesurteile verhängt. Sichere Angaben lassen sich nicht mehr machen. Die zunehmende Tendenz wird jedoch auch anhand der vom Reichsjustizministerium selbst angegebenen Zahlen deutlich: 1941 1292 Todesurteile, 1942 3660, 1943 5336. Dabei ist nicht ganz klar, ob dies alle genannten Gerichte zusammen betrifft oder nur die Sondergerichte.
Zum Vergleich: Von 1907 bis 1932, also einschließlich des Ersten Weltkrieges, wurden im Deutschen Reich 1.547 Personen zum Tode verurteilt. „Nur“ 393 hiervon wurden hingerichtet. Im faschistischen Italien unter Mussolini wurden 156 Todesurteile verhängt und davon 88 vollzogen.

### Einzelfälle

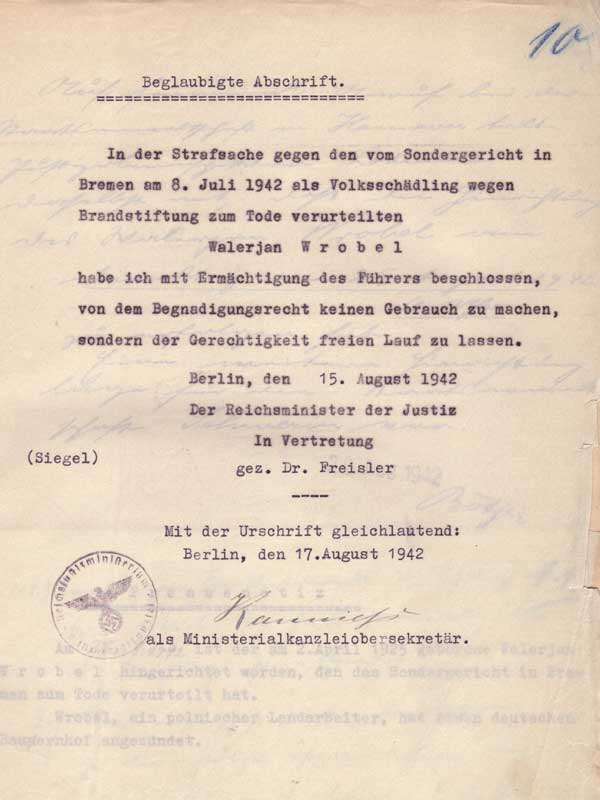
Roland Freisler lehnt das Gnadengesuch des vom Sondergericht Bremen am 8. Juli 1942 zum Tode verurteilten Walerian Wróbel ab.

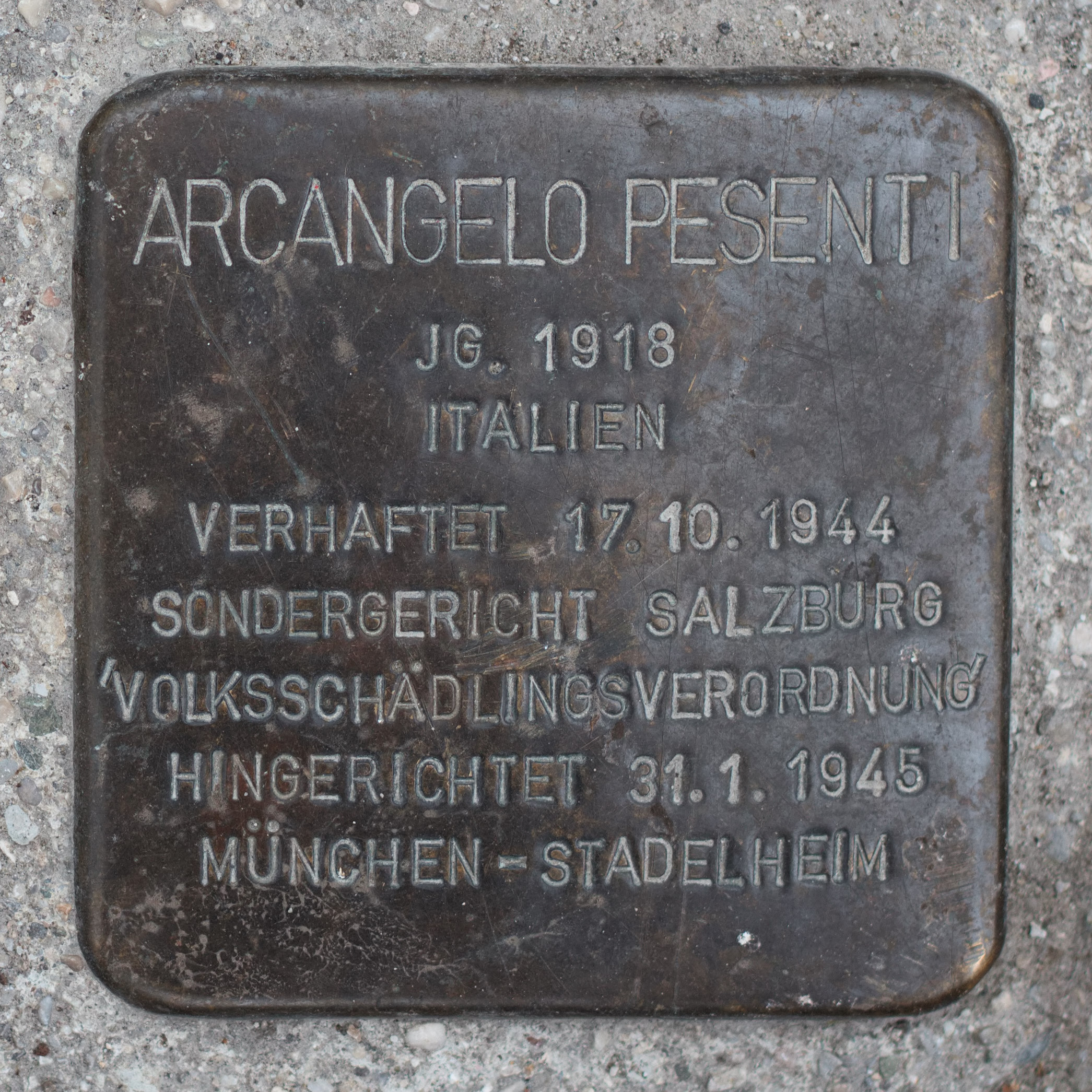
Elisabeth-Vorstadt: Stolperstein für Arcangelo Pesenti

- Am Sondergericht Saarbrücken, das für das Saargebiet und weite Teile der Pfalz zuständig war, wurden zwischen 1939 und 1945 insgesamt 34 Menschen zum Tode verurteilt. Bei den zugrunde liegenden Taten handelte es sich in über 90 % der Fälle um einfache bis mittelschwere Eigentumsdelikte, die nach der Volksschädlingsverordnung oder dem Gesetz gegen gefährliche Gewohnheitsverbrecher mit dem Tod bestraft werden konnten. Die Urteilsbegründungen, speziell die Strafzumessungserwägungen, enthalten durchgängig typisch nationalsozialistische Ideologie. So wurde in vielen Verfahren mit Rekurs auf die "Schädlichkeit" des Angeklagten für die "Volksgemeinschaft" seine "Ausmerzung" für erforderlich gehalten.[12]
- Am 8. März 1943 verurteilte das Sondergericht Essen einen invaliden litauischen Rentner zum Tode, weil er aus einem von einer Bombe getroffenen Laden drei Blechnäpfe in einem Wert von etwa 3 RM entwendet hatte. Das Sondergericht führte aus, „dass nach einem besonders schweren Feindangriff […] jede Aneignung auch geringwertiger Sachen […] besonders gefährlich“ sei und im Interesse der öffentlichen Sicherheit mit dem Tode bestraft werden müsse.[13]
- Im Jahr 1943 verurteilte ein Sondergericht einen 82-jährigen, weil er während eines Bombenangriffs eine herumliegende Pferdeleine aus Leder an sich genommen und zu Gürtel und Hosenträgern verarbeitet hatte[14].
- Am 23. April 1942 bestrafte das Kölner Sondergericht 1 einen Polen wegen Diebstahls von anerkanntermaßen wertlosen Kleidungsstücken mit acht Jahren Zuchthaus. Das Strafmaß begründete es damit, dass der Angeklagte Angehöriger eines Volkes sei, das bei dem deutschen Volk tief in der Schuld stehe.[15]
- Am 3. Juli 1942 verhängte das Sondergericht Freiburg gegen den 46-jährigen Gustav S. die Todesstrafe wegen Wehrkraftzersetzung nach § 5 der Kriegssonderstrafrechtsverordnung (KSSVO) vom 17. August 1938. Er hatte in einem privaten Gespräch geäußert, es wäre am besten, wenn niemand mehr etwas spendet, dann würden die vornen – gemeint waren die Soldaten an der Front – aufhören, und der Krieg ginge dann schnellstens zu Ende.[16]
- Am 23. Februar 1945 verurteilte das Sondergericht Freiburg einen 42-jährigen polnischen Zwangsarbeiter zum Tode, weil er – zu Aufräumungsarbeiten nach einem Luftangriff auf Freiburg abkommandiert – eine Hose und einen Rock, die in den Trümmern lagen, an sich genommen hatte. Der hinzugezogene gerichtliche Sachverständige hatte dem Angeklagten verminderte Schuldfähigkeit zugebilligt. Letzteres war insbesondere nach Beginn des Krieges ein ganz seltenes Ereignis. Das Sondergericht ließ sich jedoch dadurch nicht beeindrucken. Der Angeklagte sei zwar insofern geistig beschränkt, als seine geistigen Anlagen nicht entwickelt seien; er sei aber nicht schwachsinnig.[17]
- Das Sondergericht Bayreuth verurteilte einen 53-jährigen Invalidenrentner am 11. August 1942 wegen fortgesetzten Abhörens von Feindsendern und Verbreitens von deren Nachrichten zu einer Zuchthausstrafe von fünf Jahren.[18]
- Eine 40-jährige ledige Arbeiterin unterhielt von Sommer bis Dezember 1941 ein Liebesverhältnis zu einem französischen Kriegsgefangenen. Sie wurde deshalb vom Sondergericht Bayreuth am 3. Juli 1942 zu einer Zuchthausstrafe von einem Jahr und drei Monaten verurteilt.[18]
- Eine 17-jährige polnische Zwangsarbeiterin rief auf Polnisch einem Landsmann, als sie drei verwundete deutsche Soldaten sah, zu: „Franz, wenn sie die totgeschlagen hätten, brauchten die hier auch nicht mehr rumzulaufen.“ Sie wurde vom Sondergericht Bayreuth deshalb zu vier Jahren verschärften Straflager, also Konzentrationslager verurteilt. Sie starb am 29. März 1943 im KZ Dachau.[18]
- Ein 65-jähriger Studienprofessor und Parteigenosse wurde vom Sondergericht Bayreuth am 13. September 1943 zu einer Gefängnisstrafe von einem Jahr verurteilt, weil er, auf der Straße auf eine Spende angesprochen, dies ablehnte und sagte: „Ach was, für unsere Soldaten! Und die Bonzen kriegen’s“.[18]
- Der Pfarrer Georg Althaus wurde wegen angeblichen Verstoßes gegen das Heimtückegesetz vom Sondergericht Braunschweig zu sechs Monaten Gefängnis verurteilt, weil er im Konfirmandenunterricht für die Juden gebetet und den Konfirmanden den Hitlergruß untersagt hatte.[19]
- Das Sondergericht Königsberg verurteilte 1940 den 70-jährigen Rechtsritter des Johanniterordens und Gutsbesitzer auf Adlig Laukischken im Kreis Labiau Ludwig Meyländer gnt. Rogalla von Bieberstein  zu einer mehrjährigen Haftstrafe. Nach 4 Monaten im Zuchthaus Wartenburg wurde er eines Morgens aufgehängt vorgefunden. Die Königsberger Allgemeine Zeitung schrieben am 20. März 1940 unter der Balkenüberschrift „Reaktionärer Landwirt ins Zuchthaus“ zu seiner Verurteilung: „Schon lange war er für sein staatsfeindlichen Verhalten reif, durch die Stimme des Volkes abgeurteilt zu werden.“ Er habe nämlich ausländische Sender abgehört, bei der Weihnachtsfeier eine staatsfeindliche Rede gehalten, die polnischen Kriegsgefangenen mit Braten, Tabakwaren usw. reich bewirtet und habe sich „aus Prinzip niemals des Deutschen Grußes (bedient), ja er wagte  sogar, die Fahne des Deutschen Reichs am Giebel seines Stalles zu hissen, wogegen er früher die Fahne des zweiten Reiches an dem auf seinem Schloß vorhandenen Mast hißte“.
- Das Sondergericht Königsberg verurteilte am 14. Januar 1941 in einer Sitzung in Memel den bekannten Pressezeichner Emil Stumpp zu einem Jahr Haft. Er starb infolge der Haftbedingungen im Gefängnis von Stuhm.
- Das Sondergericht Nürnberg verurteilte den jüdischen Kaufmann Leo Katzenberger in einem Schauprozess wegen angeblicher Rassenschande nach der Volksschädlingsverordnung 1942 zum Tode.
- Das Sondergericht II beim Landgericht Berlin verurteilte am 2. März 1943 einen „Plünderer“, der nach einer Bombennacht eine herrenlose Tasche an sich genommen hatte, zum Tode. Er wurde bereits vierundzwanzig Stunden nach seiner Tat hingerichtet.[20]
- Das Sondergericht Braunschweig verurteilte die 19-jährige Erna Wazinski wegen angeblicher „Plünderung“ nach dem Bombenangriff vom 15. Oktober 1944 auf Braunschweig als „Volksschädling“ zum Tode. Der Fall kam nach dem Krieg mehrmals vor verschiedene Gerichte, doch wurde das Urteil der NS-Richter erst am 21. März 1991 durch das Landgericht Braunschweig aufgehoben und Erna Wazinskis Unschuld bestätigt.
- Der 17-jährige Walerjan Wrobel wurde am 8. Juli 1941 durch das Sondergericht Bremen wegen Brandstiftung zum Tode verurteilt.
- Generalleutnant Rudolf Huebner wurde am 10. März 1945 zum Kommandeur des Fliegenden Standgerichts West ernannt. Dieses wurde gegründet, nachdem die Ludendorff-Brücke von Remagen unzerstört von amerikanischen Truppen erobert worden war. Seine Beisitzer waren Oberstleutnant Anton Ehrnsperger und Oberstleutnant der Reserve Paul Penth. Am 11. März 1945 kamen sie beim Hauptquartier der Heeresgruppe B in Rimbach bei Oberirsen im Westerwald an. Dort verurteilte Huebner nach den Verhandlungen bis zum 14. März 1945 die Majore Hans Scheller, August Kraft und Herbert Strobel, Hauptmann Bratge und Oberleutnant Peters zum Tod durch Erschießen. Die beiden Hauptleute Bratge und Friesenhahn wurden in Abwesenheit abgeurteilt. Sie waren bereits in amerikanischer Kriegsgefangenschaft. Hauptmann Friesenhahn wurde freigesprochen. Die Urteile wurden jeweils unmittelbar nach der Verkündigung vollstreckt.[21] Am 28. April 1945 wurde Huebner zum Kommandanten von München ernannt. Unter seinem Kommando wurden in den letzten Kriegstagen zahlreiche Unterstützer der Freiheitsaktion Bayern hingerichtet.[22]
- Das Sondergericht Wien verurteilte im Frühjahr 1944 die beiden tschechischen landwirtschaftlichen Hilfsarbeiter Rudolf Schalplachta und Johann Schalplachta unter Beteiligung des Staatsanwaltes Friedrich Nowakowski, einem nach 1945 prominenten österreichischen Strafrechtsprofessor an der Universität Innsbruck, wegen Rundfunkvergehen zum Tod, wobei die Urteile vollstreckt wurden.[23]

## Bundesrepublik Deutschland
Sondergerichte des Bundes sind Gerichte, die für spezielle Sachfragen als besondere Gerichte errichtet werden können. Gemäß Art. 101 Abs. 2 Grundgesetz (GG) ist dazu ein Gesetz notwendig. Dies ist eine unmittelbare Reaktion auf die Erfahrungen in der Zeit des Nationalsozialismus. Ihre Errichtung liegt im Ermessen des Bundesgesetzgebers. Die Gerichte nach Art. 96 Abs. 1, 2, 4 GG sind Sondergerichte. Dies sind die möglichen Wehrstrafgerichte, das existierende Bundespatentgericht und das ehemalige Bundesdisziplinargericht. Sondergerichte zeichnen sich meist durch besondere Verfahrensvorschriften aus. Zur Entscheidung von Einzelfällen berufene Sondergerichte sind hingegen als „Ausnahmegerichte“ i. S. d. Art. 101 Abs. 1 Satz 1 GG in der Bundesrepublik verfassungswidrig.